# Traité de Londres (1852)
Pour les articles homonymes, voir Traité de Londres.
Le traité de Londres signé le 8 mai 1852, est conclu par les grandes puissances européennes (la Grande-Bretagne, la France, la Russie, la Prusse et l'Autriche), ainsi que les deux puissances de la mer Baltique (la Suède et le Danemark). Il concerne le statut du Danemark.
Il suit un accord précédent ratifié par les deux puissances allemandes : la Prusse et l'Autriche sur le même sujet le 2 août 1850.

## Dispositions
Dans le traité est confirmé que l'intégrité du Danemark est « nécessaire à l'Europe » et est « un principe constant ». Le traité rattache les duchés de Schleswig, d'Holstein et de Saxe-Lauenbourg en union personnelle au roi du Danemark. La succession de ce droit est également discutée, Frédéric VII de Danemark n'ayant aucune descendance et les règles de succession au Danemark et dans les trois duchés allemands n'étant pas les mêmes.
Il est décidé que les duchés deviendront indépendants et qu'ils ne seront plus reliés constitutionnellement au Danemark. Des règles de succession au trône sont également établies pour empêcher la fusion dynastique des trois royaumes scandinaves.
Les grandes puissances s'assurent de leur côté que les grands ports militaires, comme Kiel, ne deviennent pas prussiens et que le Danemark reçoive une garantie pour son territoire. Onze ans plus tard, le traité est révoqué avec le début de la guerre des duchés en 1864. La Prusse et l'Autriche réclament le respect du traité de Londres, mais le roi du Danemark, Christian IX, veut annexer le Schleswig.

## Sources
- (de) Klaus-Joachim Lorenzen-Schmidt et Ortwin Pelc, Schleswig-Holstein Lexikon, Neumünster, Wachholtz, 2006, 560 p. (ISBN 3-529-02441-4)